# 雄鹰格斗冠军赛
雄鹰格斗冠军赛（Eagle Fighting Championship，缩写：EFC）是2020年由俄罗斯综合格斗家哈比布·努曼格莫多夫创办的一个综合格斗比赛及公司，前身是哈比布在2020年花100万美元买下的俄罗斯MMA比赛大猩猩格斗冠军赛（Gorilla Fighting Championship）。

## 历史
哈比布在2020年花100万美元买下俄罗斯MMA比赛大猩猩格斗冠军赛（Gorilla Fighting Championship），后者2017年建立，但后来处于破产边缘。EFC正式成立后的第一场海外比赛在2022年1月29日于美国迈阿密举办。